# Nicolaas van Haaren
Nicolaas van Haaren (1835 - 1904) was een Nederlands aannemer van spoorbruggen. 
Onder zijn leiding werd rond 1868 de toen langste spoorbrug van Europa gebouwd (150 meter), de spoorbrug over de Lek bij Cuilenburg (Culemborg). Voor de aanleg van de spoordijken van deze brug werd zand gebruikt dat was afgegraven op de hei bij Vught, ten zuiden van 's-Hertogenbosch. Door deze zandafgraving ontstond het huidige recreatiegebied IJzeren Man.
Van Haaren richtte samen met Hendricus Wilhelmus Ackermans (1855-1945) in 1876 Ackermans & van Haaren op.
Van Haaren was getrouwd met Maria Luyben (1843-1872), met wie hij vijf kinderen kreeg: Clazina, Henricus, Elisabeth, Jakobus en Gijsbrertus. Na het overlijden van Maria Luyben trouwde Nicolaas opnieuw, dit keer met Elisabeth Maria Ackermans (1856-1935), de zuster van zijn compagnon Hendricus Wilhelmus Ackermans. Met haar kreeg hij nog acht kinderen: Maria, Christina, Sophia, Johanna, Cornelis, Nicolaas, Johannes en Anfridus.
Saillant detail is dat Hendricus Wilhelmus Ackermans op zijn beurt trouwde met Elisabeth van Haaren, dochter uit het huwelijk van Nicolaas en Maria.